# Carl Klose
Carl Klose (5. december 1891 - 15. januar 1988) var en amerikansk roer fra New York.
Klose deltog ved OL 1920 i Antwerpen, hvor han som del af amerikanernes firer med styrmand vandt en sølvmedalje, kun besejret af Schweiz i finalen. Bådens øvrige besætning var brødrene Franz og Erich Federschmidt, Ken Myers og styrmand Sherm Clark. Det var det eneste OL han deltog i.

## OL-medaljer
- 1920:  Sølv i firer med styrmand